# Dylan Armstrong
Dylan Armstrong (Kamloops, Canadá, 15 de enero de 1981) es un atleta canadiense, especialista en la prueba de lanzamiento de peso, con la que llegó a ser subcampeón mundial en 2011.

## Carrera deportiva como lanzador de peso
En los JJ. OO. de Pekín 2008 gana el bronce —tras el polaco Tomasz Majewski y el estadounidense Christian Cantwell—, en el Mundial de Daegu 2011 gana la plata, y en el Mundial de Moscú 2013 gana la medalla de bronce, tras el alemán David Storl y el estadounidense Ryan Whiting.